# دويل ديكس
دويل ديكس (بالإنجليزية: Doyle Dykes) هو كاتب أغاني وموسيقي وعازف قيثارة أمريكي، ولد في 23 مايو 1954 في جاكسونفيل في الولايات المتحدة.

## وصلات خارجية
- الموقع الرسمي
- دويل ديكس على موقع ميوزك برينز (الإنجليزية)
- دويل ديكس على موقع ديسكوغز (الإنجليزية)